# Hearts of Iron II
Hearts of Iron II (сокр. HoI 2, с англ. — «Железные сердца II») — компьютерная игра в жанре глобальной стратегии, выпущенная на PC. Сюжет игры захватывает период истории с 1 января 1936 по 30 декабря 1947 года (в дополнении «Новая война» — до 1953 года, в дополнении «План Сталина» — до 1963) и позволяет игроку взять под контроль любую из более чем 175 наций, развивать её на протяжении многих лет до, во время, и после Второй мировой войны. Она была разработана компанией Paradox Interactive и выпущена 4 января 2005 года.
Аналогично предшествующей игре, в русской локализации получила название «День Победы II».
Следующая игра в серии, Hearts of Iron III, выпущена в августе 2009 года.

## Геймплей
Hearts of Iron II — глобальная стратегия. Игрок может создавать пехотные подразделения, самолётные эскадрильи и военно-морские силы, объединять их в корпуса и армии. Игрок имеет возможность контролировать назначение командующих военными силами, а также контролирует назначение отдельных министров правительства и военного командования на ключевые позиции Генерального штаба. Игрок также имеет более широкие возможности для контроля глав государств и правительств, однако эта опция доступна только для демократий, и проходит только через выборы, в которых игрок выбирает победителя. Технологические исследования также находится под контролем игрока. Всё это происходит в глобальном масштабе, с одновременной активностью игрока и взаимодействием со странами по всему миру. Игра может быть приостановлена в любой момент.

### Играбельные нации
В «Дне Победы» существует возможность выбора играть практически за любую нацию, в зависимости от периода времени, за исключением некоторых очень маленьких государств, таких как Андорра, Монако, Ватикан (хотя существуют модификации, которые делают даже эти нации играбельными). Также возможно начать игру за государство, которое получит свою независимость по ходу игры, однако придётся ждать, пока это произойдёт и оно станет играбельным. Тем не менее, большинство малых стран не имеет достаточной промышленной базы и уровня технического развития, чтобы достигнуть в ходе игры каких-либо ощутимых успехов.

### Политика
Игрок может управлять внешней и внутренней политикой, информация по вопросам дипломатии расположена на дипломатической странице. Игрок может организовывать перевороты, объявлять войну, аннексировать территории и заключать союзы. Игрок также может изменить параметры внутренней политики своей страны с помощью ползунка, такие как демократия — авторитаризм, свободный рынок — командная экономика и так далее. Перемещение ползунков приведёт к различным бонусам и штрафам, открывающие свободу выбора стратегии.
На той же странице игрок может назначать руководителей и министров, с некоторыми исключениями. Главы государства и главы правительства могут быть изменены только путём продвижения с помощью ползунка левых, правых или националистических партий, или посредством выборов и других разовых мероприятий.

### Управление ресурсами
Особенностью Hearts of Iron II являются девять ресурсов, шесть из которых являются традиционными ресурсами, а три другие — промышленный потенциал, людские ресурсы и пропускная способность транспорта.
- Энергия, дефицитное сырьё (например, резина) и металл, производимые отдельными провинциями и объединённые вместе в индустрии страны.
- Военные припасы, потребляемые вооружёнными силами игрока.
- Нефть, потребляется механизированной пехотой или танками, авиационными частями, военно-морскими подразделениями, а также пехотой с бригадами.
- Деньги, собранные в рамках производства товаров народного потребления. Сумма накопленного также варьируется в зависимости от типа и политики правительства. Деньги необходимы для выполнения дипломатических действий и для оплаты исследовательских групп.
- Людские ресурсы, необходимая для набора и пополнения всех вооружённых сил игрока. Одна единица людских ресурсов обычно представляет 1000 человек, тогда как нормальная пехотная дивизия из 10000 мужчин требует десять единиц людских ресурсов.
- Каждый завод в стране вносит свой вклад (одну единицу) в промышленный потенциал (ПП). В целом ряде предприятий известен как база ПП. Ряд факторов, таких как затруднения, министерские назначения, технологии и имеющиеся в наличии ресурсы, может изменить это число, производя дополнительный ПП. Чтобы функционировать, каждый фактический ПП требует 2 единицы энергии, одну единицу металла и пол-единицы дефицитного сырья.
- Пропускная способность транспорта (ПС) является абстрактным числом, которое представляет грузовые автомобили, поезда и речные баржи, которые используются для снабжения вооружённых сил игроков топливом и перемещением. ПС является прямой функцией ПП игрока; ПС составляет 150 % его ПП. Превышение этого предела приводит к сильному замедлению всех перемещений.

### Сценарии
- Дорога к войне (1936). Год начала гражданской войны в Испании.
- Надвигающаяся буря (1938). Год Мюнхенского сговора.
- Блицкриг (1939). Начало немецкого вторжения в Польшу и Второй мировой Войны.
- Пробуждение гиганта (1941). Вторжение Гитлеровской Германии в СССР.
- Гибель богов (1944). Четвёртый этап Второй мировой войны (советское наступление в Европе, высадка союзников во Франции).

Помимо обычных сценариев присутствуют сценарии-операции, в которых необходимо выполнение определённых целей.
- Fall Gelb, немецкое вторжение во Францию в 1940 году.
- Операция Барбаросса, немецкое вторжение в Советский Союз летом 1941 года.
- Арденнское наступление на немецко-бельгийско-французской границе зимой 1944 года.
- Южные завоевания. Японская война за индонезийские ресурсы после атаки на Пёрл-Харбор.
- Операция Уотчтауэр, битва за Гуадалканал у Соломонских островов.
- Fall Weiss, немецкое вторжение в Польшу (1939).
- Fall Grün, планировавшееся немецкое наступление на Чехословакию.
- Платинская война. Выдуманный сценарий противостояния пронемецкой Аргентины и проамериканской Бразилии.
- Зимняя война (1939—1940).
- Пустынный лис, африканская кампания США и Великобритании против Италии и Германии.
- Операция Хаски, высадка союзников в Сицилии и дальнейшее наступление на Италию.
- Операция Оверлорд, англо-американские высадки в Нормандии.
- Операция Даунфолл, нереализованный план высадки Союзников на Японских островах.
- Испанская гражданская война (1936—1939).
- Битва за Коралловое море, японский план захвата порта Морсби у Новой Гвинеи через море с последующей битвой авианосцев.
- Fall Blau, немецкое летнее наступление 1942 года на Советский Союз с кульминацией в лице Сталинградской битвы.

### Война
Наименьшая независимая единица сухопутных войск — дивизия. Существует и меньшая единица — бригада (например, инженерная или артиллерийская), но она не может действовать самостоятельно и должна быть придана дивизии. В ВМФ минимальная независимая единица — судно, в ВВС — авиакрыло (аналог дивизии).
Сухопутные дивизии включают в себя пехоту, конницу и танки. Сухопутные бригады содержат в себе противотанковые орудия, артиллерию (полевая и реактивная), зенитные орудия, бронеавтомобили, САУ, инженерные войска, военную полицию, тяжёлые танки.
На карте игрок может напрямую управлять дивизией или группой дивизий. Битва начинается тогда, когда армия начинает двигаться на территорию, в которой есть армия противника.
Провинции могут быть укреплены для улучшения боевых характеристик. Военная инфраструктура включает в себя радар и зенитные орудия. Многие укрепления уже построены, такие, как линия Мажино вдоль германо-французской границы.
Воздушные авиакрылья включают в себя бомбардировщики, штурмовики, истребители и транспортные самолёты. Эти подразделения могут, в зависимости от типа, участвовать в тактических или стратегических задачах.
Морские юниты содержат в себе транспорты, авианосцы, броненосцы, крейсеры, эсминцы и подводные лодки. Каждое подразделение имеет силу, скорость и дальность.

## Споры и цензура
Как и его предшественник, Hearts of Iron I, игра была запрещена в Китайской Народной Республике. Основным камнем преткновения является то, что игра изображает различные китайские провинции в качестве независимых субъектов, а по данным правительства КНР, они номинально являлись частью Китайской Республики, представленных в игре как «Националистический Китай». Кроме того, тибетский флаг, использованный в игре, запрещён в Китае. Paradox заявил, что не пойдёт на снижение уровня исторической точности, чтобы успокоить КНР цензурой.
Германия представлена с флагом Германской империи, который использовался в Германии до 1935 года, а не флаг со свастикой, как это было сделано ранее в настольной игре Axis & Allies (законы в Германии запрещают использование свастики). Дополнительно в немецкой версии игры фотографии ведущих нацистских лидеров, таких как Гитлер, Геринг и Гиммлер были удалены, и впоследствии их имена изменены, хотя это и не требуется в соответствии с немецким законодательством. Фотографии и флаги в игре могут быть легко изменены пользователем.

## Дополнения
4 апреля 2006 года вышло официальное дополнение к игре (дополнение) — Hearts of Iron II: Doomsday (в русской локализации — День Победы II: Новая война), в котором добавлен альтернативно-исторический сценарий, посвящённый войне США и СССР после победы над Германией (начало сценария — октябрь 1945 года), и появился ряд новых особенностей, главной среди которых является возможность шпионажа; время действия игры продлено до 1954 года.
27 марта 2007 года был выпущено второе дополнение — Hearts of Iron II: Doomsday — Armageddon (в русской локализации — День Победы II: План Сталина). Armageddon внесло небольшие усовершенствования в геймплей (например, появились бригады, придаваемые кораблям) и добавило 2 альтернативно-исторических сценария, ориентированных на сетевую игру (все игровые стороны в них сбалансированы и обладают примерно равными возможностями, а в одном сценарии к тому же разделены на 3 равных блока). Также максимальная продолжительность игры была продлена до 1964 года, что, однако, не привело к росту числа доступных технологий.

## Оценки
| Сводный рейтинг       | Сводный рейтинг |
| Агрегатор             | Оценка          |
| --------------------- | --------------- |
| GameRankings          | 83,36 %         |
| Metacritic            | 83/100          |
| Русскоязычные издания |                 |
| Издание               | Оценка          |
| Absolute Games        | 85 %            |
| «Страна игр»          | [ 5 ]           |

Согласно сайту-агрегатору Metacritic HoI 2 получила в основном положительные отзывы.